# گلونقطه‌ای ریو مادیرا

گلونقطه‌ای ریو مادیرا (نام علمی: Epinecrophylla amazonica) گونه‌ای از پرندگان در زیرتیرهٔ Thamnophilinae از تیرهٔ مورچه‌مرغان (Thamnophilidae) «نمادین» است. در بولیوی، برزیل و پرو یافت می‌شود. در گذشته به آن مورچه‌گیرک گلونقطه‌ای شرقی، مورچه‌گیرک گلونقطه‌ای مادیرا، مورچه‌گیرک ریو مادیرا و مورچه‌گیرک مادیرا نیز می‌گفتند.